# Сељец
Сељец (слч. Selec) насељено је мјесто са административним статусом сеоске општине (слч. obec) у округу Тренчин, у Тренчинском крају, Словачка Република.

## Становништво
| Година:    | 1994. | 2004.   | 2014.   | 2024.   |
| ---------- | ----- | ------- | ------- | ------- |
| Број људи: | 904   | 957     | 1004    | 1007    |
| Разлика:   |       | +5,86 % | +4,91 % | +0,29 % |

| Година:    | 2023. | 2024.   |
| ---------- | ----- | ------- |
| Број људи: | 1004  | 1007    |
| Разлика:   |       | +0,29 % |

Према подацима о броју становника из 2024. године насеље је имало 1007 становника.